# NBA 1958/59
NBA 1958/59 was het 13e seizoen van de NBA. Het begon op 17 oktober 1958 en eindigde op 9 april 1959, toen Boston Celtics de vierde wedstrijd van de NBA Finale met 118-113 won en daarmee op 4-0 kwam in de serie tegen verliezend finalist Minneapolis Lakers. Bob Pettit van St. Louis Hawks werd (voor de tweede keer) verkozen tot NBA Most Valuable Player. Boston Celtics werd voor de tweede keer in de clubhistorie - en voor de tweede keer in drie jaar tijd - NBA-kampioen. Het zou ook de eerste van acht NBA-titels op rij blijken voor Boston.

## Eindstand regulier seizoen
| Eastern Conference    | W  | V  |
| --------------------- | -- | -- |
| Boston Celtics        | 52 | 20 |
| New York Knicks       | 40 | 32 |
| Syracuse Nationals    | 35 | 37 |
| Philadelphia Warriors | 32 | 40 |

| Western Conference | W  | V  |
| ------------------ | -- | -- |
| St. Louis Hawks    | 49 | 23 |
| Minneapolis Lakers | 33 | 39 |
| Detroit Pistons    | 28 | 44 |
| Cincinnati Royals  | 19 | 53 |

## Playoffs
|  | Division Semifinals | Division Semifinals |                |   | Division Finals | Division Finals |  |  | NBA Finals | NBA Finals |
|  |                     |                     |                |   |                 |                 |  |  |            |            |
|  |                     |                     |                |   |                 |                 |  |  |            |            |
|  |                     |                     |                |   |                 |                 |  |  |            |            |
|  |                     |                     |                |   |                 |                 |  |  |            |            |
|  | Boston Celtics      |                     |                |   |                 |                 |  |  |            |            |
|  |                     |                     |                |   |                 |                 |  |  |            |            |
|  | Bye                 |                     |                |   |                 |                 |  |  |            |            |
|  | Boston Celtics      | 4                   |                |   |                 |                 |  |  |            |            |
|  | Boston Celtics      | 4                   |                |   |                 |                 |  |  |            |            |
|  |                     | Syracuse Nationals  | 3              |   |                 |                 |  |  |            |            |
|  | Syracuse Nationals  | Syracuse Nationals  | 3              | 2 |                 |                 |  |  |            |            |
|  | Syracuse Nationals  |                     |                | 2 |                 |                 |  |  |            |            |
|  | New York Knicks     | 0                   |                |   |                 |                 |  |  |            |            |
|  | New York Knicks     | 0                   | Boston Celtics | 4 |                 |                 |  |  |            |            |
|  |                     |                     | Boston Celtics | 4 |                 |                 |  |  |            |            |
|  |                     | Minneapolis Lakers  | 0              |   |                 |                 |  |  |            |            |
|  | St. Louis Hawks     | Minneapolis Lakers  | 0              |   |                 |                 |  |  |            |            |
|  |                     |                     |                |   |                 |                 |  |  |            |            |
|  | Bye                 |                     |                |   |                 |                 |  |  |            |            |
|  | St. Louis Hawks     | 2                   |                |   |                 |                 |  |  |            |            |
|  | St. Louis Hawks     | 2                   |                |   |                 |                 |  |  |            |            |
|  |                     | Minneapolis Lakers  | 4              |   |                 |                 |  |  |            |            |
|  | Detroit Pistons     | Minneapolis Lakers  | 4              | 1 |                 |                 |  |  |            |            |
|  | Detroit Pistons     |                     |                | 1 |                 |                 |  |  |            |            |
|  | Minneapolis Lakers  | 2                   |                |   |                 |                 |  |  |            |            |
|  | Minneapolis Lakers  | 2                   |                |   |                 |                 |  |  |            |            |

## Beste statistieken
- Meeste punten: Bob Pettit (St. Louis Hawks)
- Meeste rebounds: Bill Russell (Boston Celtics)
- Meeste assists: Bob Cousy (Boston Celtics)
- Hoogste percentage veldscores: Kenny Sears (New York Knicks)
- Hoogste percentage vrije worpen: Bill Sharman (Boston Celtics)

1950 · 1951 · 1952 · 1953 · 1954 · 1955 · 1956 · 1957 · 1958 · 1959 · 
1960 · 1961 · 1962 · 1963 · 1964 · 1965 · 1966 · 1967 · 1968 · 1969 · 
1970 · 1971 · 1972 · 1973 · 1974 · 1975 · 1976 · 1977 · 1978 · 1979 · 
1980 · 1981 · 1982 · 1983 · 1984 · 1985 · 1986 · 1987 · 1988 · 1989 · 
1990 · 1991 · 1992 · 1993 · 1994 · 1995 · 1996 · 1997 · 1998 · 1999 · 
2000 · 2001 · 2002 · 2003 · 2004 · 2005 · 2006 · 2007 · 2008 · 2009 · 
2010 · 2011 · 2012 · 2013 · 2014 · 2015 · 2016 · 2017 · 2018 · 2019 · 
2020 · 2021 · 2022 · 2023 · 2024